# I Went to Hell and Back
I Went to Hell and Back è il quarto album in studio degli As It Is, pubblicato il 4 febbraio 2022 per Fearless Records. Si tratta del primo disco senza il chitarrista Benjamin Langford-Biss e il batterista Patrick Foley. I CAN'T FEEL A THING è stata scritta insieme a Telle Smith dei The Word Alive.

## Tracce
1. IDGAF – 2:58
2. I LIE TO ME – 2:48
3. ILY, HOW ARE YOU? – 2:11
4. IDC, I CAN’T TAKE IT – 3:02
5. I’D RATHER DIE – 2:43
6. I MISS 2003 – 3:42
7. I’M SICK AND TIRED – 2:29
8. I WANT TO SEE GOD – 2:15
9. IN THREES (feat. Set It Off & JordyPurp) – 3:05
10. I HATE ME TOO – 2:57
11. I’M GONE – 3:01
12. I DIE 1000X – 2:46
13. I CAN’T FEEL A THING – 3:24
14. I WENT TO HELL AND BACK – 2:52

Durata totale: 40:13

## Formazione
- Patty Walters – voce, chitarra ritmica, batteria, percussioni
- Alistair Testo – basso, cori
- Ronnie Ish – chitarra solista, chitarra ritmica, cori

## Classifiche
| Classifica (2022)          | Posizione raggiunta |
| -------------------------- | ------------------- |
| Regno Unito (rock & metal) | 5                   |